# Salvatore Sciarrino
Salvatore Sciarrino (ur. 4 kwietnia 1947 w Palermo na Sycylii) – włoski kompozytor muzyki współczesnej. 

## Życiorys
W zakresie edukacji muzycznej jest właściwie autodydaktą, studia muzyczne jedynie uzupełniał u Franca Evangelistiego.
Jego utwory wyróżniają się częstą obecnością ciszy, "izolowaną" dźwiękowością, użyciem wielu zróżnicowanych technik wydobycia dźwięku, oraz bardzo wyraźną organicznością utworu - traktowaniem go jako żywy organizm.
Mieszka obecnie w Città di Castello w Umbrii.

## Twórczość
Ważną część twórczości Sciarrino stanowią utwory sceniczne. Komponował także muzykę kameralną.

## Wybrane kompozycje
- Amor i Psyche, opera w jednym akcie (1972)
- Aspern, singspiel w dwóch aktach (1978)
- Cailles en sarcophage, opera w trzech częściach (1979–80)
- Lohengrin na solistę, instrumenty i głosy (1982–1984)
- Perseo ed Andromeda, opera w jednym akt (1990)
- Luci mie traditrici, opera w dwóch aktach na podstawie życia kompozytora Carla Gesualda da Venosy (1996–1998)
- Makbet, trzy akty bez nazwy (tre atti senza nome, 2001–2002)